# Alois Fietz
Alois Fietz (10. ledna 1890 Město Albrechtice – 26. prosince 1968 Karlsruhe) byl německý archebotanik, mykolog, pedagog, odborný spisovatel.

## Životopis
Jeho rodiči byli strojník Eduarda Fietze a Terezie, rozené Hadwigerové. Dětství prožil na statku v Supíkovicích. V roce 1901 až 1909 studoval gymnázium ve Vidnavě. Na filozofické fakultě ve Vídní studoval v letech 1909 až 1914 přírodní nauky. Jeho disertační práce pojednávala o slezských fosilních dřevech. Od roku 1913 pracoval v Ústavu botaniky a zoologie na Německé vysoké škole technické v Brně, kde z počátku působil jako asistent. V roce 1922 se v Opavě oženil s Annou Peikertovou. Od roku 1927 v Ústavu botaniky a zoologie pracoval jako soukromý docent botaniky, rostlinných surovin a technické mikroskopie. V roce 1942 pracoval v ústavu jako docent honorovaný pro kontrolu potravin a poživatin s titulem mimořádného profesora botaniky. Oblastí jeho přednášek byly především některé partie z botaniky a kontrolu potravin. Současně učil i na Vyšší ovocnářsko-zahradnické škole v Lednici. Vystoupil z římskokatolické církve. Po skončení druhé světové války byl z Československa vysídlen a usadil se v jihozápadním Německu. Od roku 1948 se živil jako redaktor. Jeho poslední zaměstnáním bylo místo ve Státním přírodovědeckým muzeum v Karlsruhe.
Alois Fietz se vypracoval ve uznávaného znalce rostlinné anatomie a odborníka v mikroskopování a proslul jako paleobotanický a paleodendrologický výzkumník. Výsledky jeho archeobotanických nálezů mj. z Jesenicka, Stránské skály či Králova Pole, okolí Blanska, Prostějova i Opavy publikoval v časopisech.

## Dílo
- Fosilní lesy ze Slezska
- Prehistorická uhlí
- Z táboráku muže z doby kamenné
- Z pravěku pochází zbytky prehistorické rostliny
- Prehistorické a rané historické zbytky rostlin z Moravy
- Prehistorické zbytky rostlin ze Slovenska
- Prehistorické a raně historické Zbytky rostlin ze Slezska
- Botanické zkoumání rašeliniště v Karlově Studánce
- Doba bronzová
- Zbytky rostlin ze Stránská skála u Brna
- Zbytky prehistorické rostliny z galerijního oppida poblíž Malé Hradisko
- Taxus baccata (tis) z pravěku a raných historických nálezů na Moravě
- Zbytky kvartérních rostlin z oblasti Karlsruhe[3]